# Sulfate de carbyle
Le sulfate de carbyle est un composé organosulfuré de formule chimique C2H4O6S2. Il s'agit d'un solide cristallisé hygroscopique incolore à l'odeur piquante de dioxyde de soufre, très réactif et susceptible d'exploser au-dessus de 170 °C. C'est un adduit d'éthylène CH2=CH2 et de trioxyde de soufre SO3 observé pour la première fois en 1838 par Henri Victor Regnault. Son point de fusion se situe de 107,5 à 109 °C, les valeurs de l'ordre de 80 °C souvent publiées provenant vraisemblablement d'impuretés de trioxyde de soufre dans les premiers échantillons. 
Le sulfate de carbyle est produit par réaction exothermique — de l'ordre de 800 kcal/kg — de l'éthylène et du trioxyde de soufre en phase gazeuse avec un rendement chimique élevé,.
La production industrielle est réalisée dans un ou deux réacteurs à faisceau tubulaire connectés en série avec de l'éthylène CH2=CH2 sec et du trioxyde de soufre SO3 gazeux de 115 à 140 °C dans un rapport de mélange de 1:2,2 à 1:2,4 ; le sulfate de carbyle liquide est continuellement retiré du fond du réacteur. La conversion de la réaction atteint déjà au moins 80 % dans le premier réacteur. L'acide sulfurique H2SO4, l'oléum H2SO4·x SO3 ou l'acide chlorosulfurique HS3Cl peuvent également être utilisés comme agents de sulfonation, tandis que des composés formant de l'éthylène avec ces derniers peuvent être utilisés à la place de l'éthylène, comme l'éthanol CH3CH2OH et l'éther diéthylique (CH3CH2)2O.
Le sulfate de carbyle est utilisé comme matière première pour la production d'acide vinylsulfonique CH2=CHSO3H ou de vinylsulfonate de sodium CH2=CHSO3Na, qui sont d'importants alcènes activés et sont utilisés comme comonomères anioniques. Un certain nombre de composés fonctionnels ayant des applications variées peuvent être obtenus par addition nucléophile sur la double liaison activée de l'acide vinylsulfonique et de ses dérivés.
Le sulfate de carbyle est un agent alkylant. Son hydrolyse donne l'acide éthionique HSO3OCH2CH2SO3H, lequel s'hydrolyse à son tour en acide iséthionique HOCH2CH2SO3H :